# Genésio Pacheco
Genésio Pacheco (São Fidélis, 5 de maio de 1890 – Rio de Janeiro, 1973) foi um médico veterinário, bacteriologista e pesquisador brasileiro. 
Foi chefe da Divisão de Microbiologia da Fundação Oswaldo Cruz e da Divisão de Pesquisas do Instituto de Puericultura da Universidade do Brasil, um dos pioneiros na prevenção de epidemias no Brasil.

## Biografia
Genésio nasceu na zona rural de São Fidélis, na região da Pureza, em 5 de maio de 1890. Ingressou na Faculdade de Medicina do Rio de Janeiro e em 1917 defendeu o doutorado em medicina com a tese Músculo estriado na primeira infância.
Ingressou como pesquisador no Instituto de Manguinhos (hoje a Fundação Oswaldo Cruz) em 1920, de onde jamais se desligou. Antes exerceu clínica pediátrica na Santa Casa de Misericórdia e na Policlínica de Crianças. No Instituto Oswaldo Cruz realizou estudos bacteriológicos sobre as diarreias infantis.
Em 1924, devido à epidemia de febre tifoide de origem bastante controversa que abateu a cidade de Salvador, Genésio foi destacado para investigar a procedência da doença. Tanto em Salvador como no Rio de Janeiro, Genésio estudou natureza de epidemias de disenterias.
Em 1928, foi convidado para organizar a Seção de Bacteriologia do Instituto Biológico de São Paulo. No Departamento de Microbiologia da Faculdade de Medicina de São Paulo, trabalhou com pesquisas de bacteriologia médica até 1933.
Aposentou-se por idade da Fundação Oswaldo Cruz, onde era chefe da Divisão de Microbiologia e da Divisão de Pesquisas do Instituto de Puericultura da Universidade do Brasil, hoje a UFRJ. Foi sócio-fundador Sociedade Brasileira de Biologia, Sociedade Americana de Bacteriologistas, Sociedade Brasileira de Microbiologia e da Sociedade Brasileira para o Progresso da Ciência. Foi membro da Organização Mundial da Saúde e de várias comissões nacionais e internacionais.

## Morte
Genésio Pacheco faleceu aos 83 anos, em 1973, na cidade do Rio de Janeiro.